# José María Caro Rodríguez
José María Caro Rodríguez (Los Valles, Pichilemu, 23 de junio de 1866-Santiago, 4 de diciembre de 1958) fue un sacerdote chileno. Fue el octavo arzobispo de Santiago de Chile y el primer prelado chileno en ser creado cardenal.

## Juventud y primeros años de sacerdocio

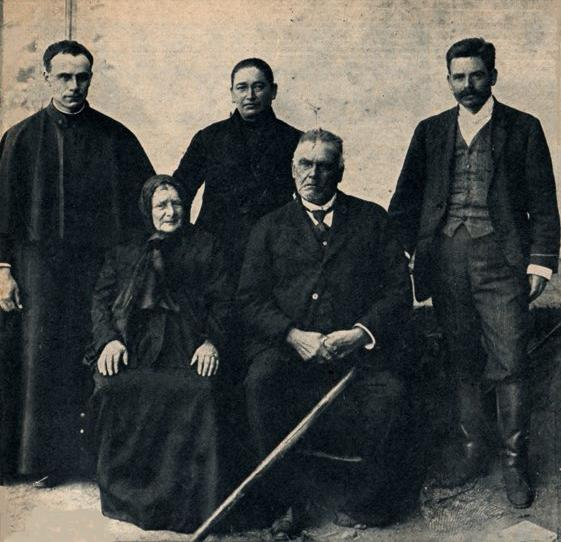
Familia Caro Rodríguez, en 1906. De izquierda a derecha: José María, su madre Rita Rodríguez, su hermana Rita, su padre José María Caro Martínez, y su hermano Pedro Pablo.

Nacido en Los Valles, localidad ubicada en la hacienda San Antonio de Petrel, en la actual comuna de Pichilemu, antigua provincia de Colchagua, el 23 de junio de 1866, fue hijo de José María Caro Martínez, primer alcalde de Pichilemu, y de Rita Rodríguez Cornejo (1833-1931). Aprendió sus primeras letras con su abuela paterna, Cayetana Martínez Ríos, y después asistió a la escuela de Ciruelos, hasta la cual debía caminar diariamente cinco kilómetros.
En la misma época en que era un muchacho, el canónigo de la Catedral Metropolitana de Santiago, Ramón Saavedra Jiménez, adquirió una propiedad agrícola cerca de Cáhuil, y en los meses de verano el sacerdote viajaba a su propiedad y oficiaba misas a diario. En febrero de 1881, le solicitó al párroco de Ciruelos que le recomendara un muchacho para que le ayudase a celebrar la misa. Ese joven fue José María Caro.
Al poco tiempo, el canónigo le propuso al joven ser sacerdote y Caro aceptó inmediatamente. En marzo de ese mismo año, viajó a Santiago con su padre a rendir examen al Seminario de Santiago. Fue admitido en la sección San Pedro Damiano, con cupos para estudiantes de zonas rurales, y allí realizó sus estudios de Humanidades. En 1887, inició sus estudios en Teología y griego, del cual hizo clases en el Seminario.
El recién nombrado arzobispo de Santiago, Monseñor Mariano Casanova y Casanova, lo designó junto a otros alumnos para continuar sus estudios superiores en el Colegio Pío Latino Americano y en la Universidad Gregoriana, ambos en Roma.
Al poco tiempo, enfermó gravemente del pulmón. No obstante esta dificultad, el 20 de diciembre de 1890 fue ordenado sacerdote. También se graduó de doctor en Teología de la Universidad Gregoriana. En 1891, volvió a Chile, que en esos momentos se veía fragmentado por la Guerra Civil entre los bandos presidencialista y congresista.

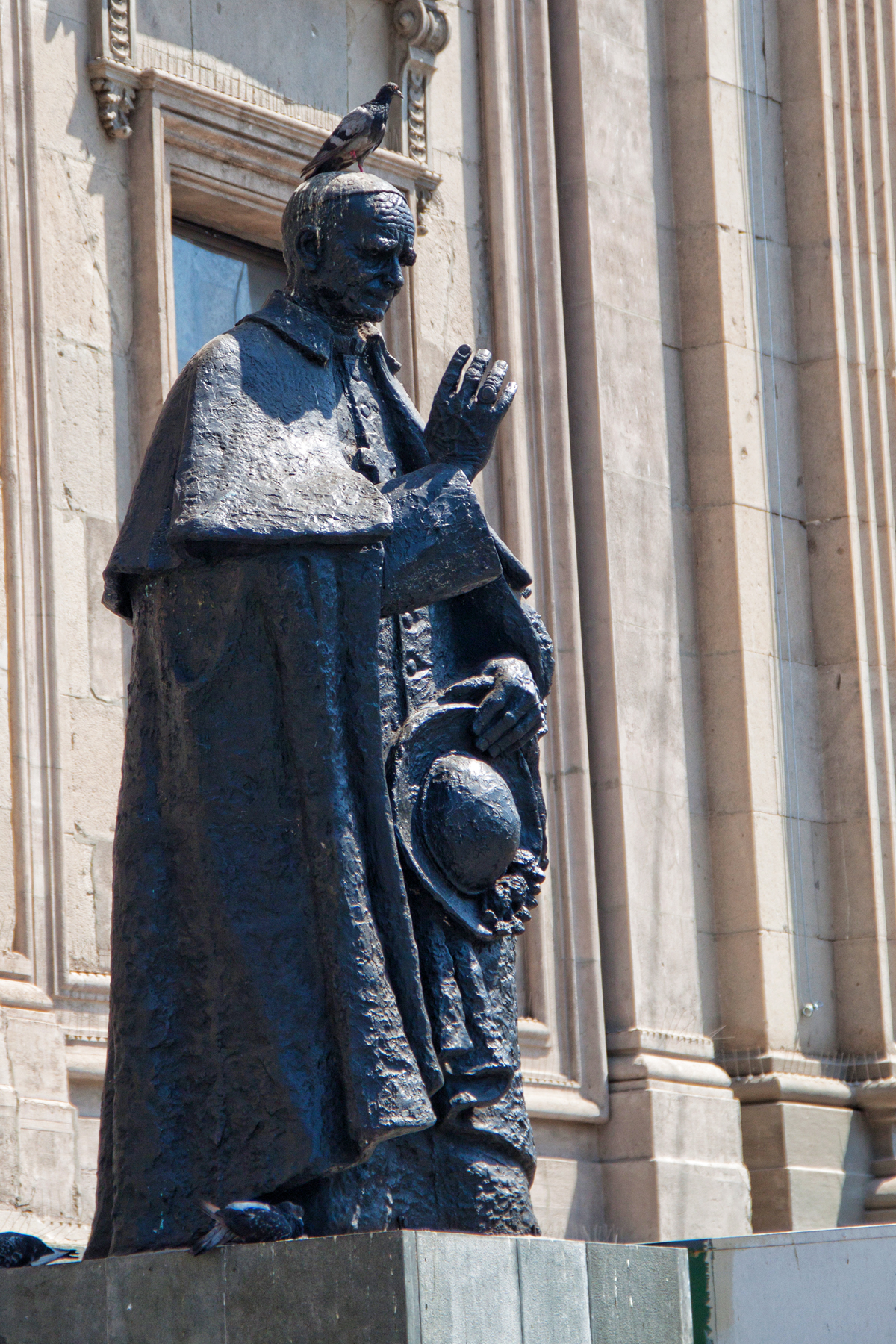
Estatua del Cardenal Caro en la Catedral Metropolitana de Santiago.

## Carrera episcopal y birreta cardenalicia

### Vicario apostólico de Tarapacá y obispo de Iquique
En 1910, el padre Caro fue enviado a la norteña localidad de Mamiña. En 1911, fue nombrado vicario apostólico de la provincia de Tarapacá y obispo de Iquique. Recibió el orden episcopal de parte del internuncio, Monseñor Sibilia, el 28 de abril de 1912.

### Obispo de La Serena
Después de haber permanecido trece años en Iquique, el 14 de diciembre de 1925 el papa Pío XI lo nombró obispo de La Serena. Allí, Caro publicó numerosas obras de carácter doctrinario, como Fundamentos de la fe, Porque creo, El matrimonio cristiano, El misterio de la masonería y La Iglesia y los obreros, entre otras.

### Arzobispo de Santiago

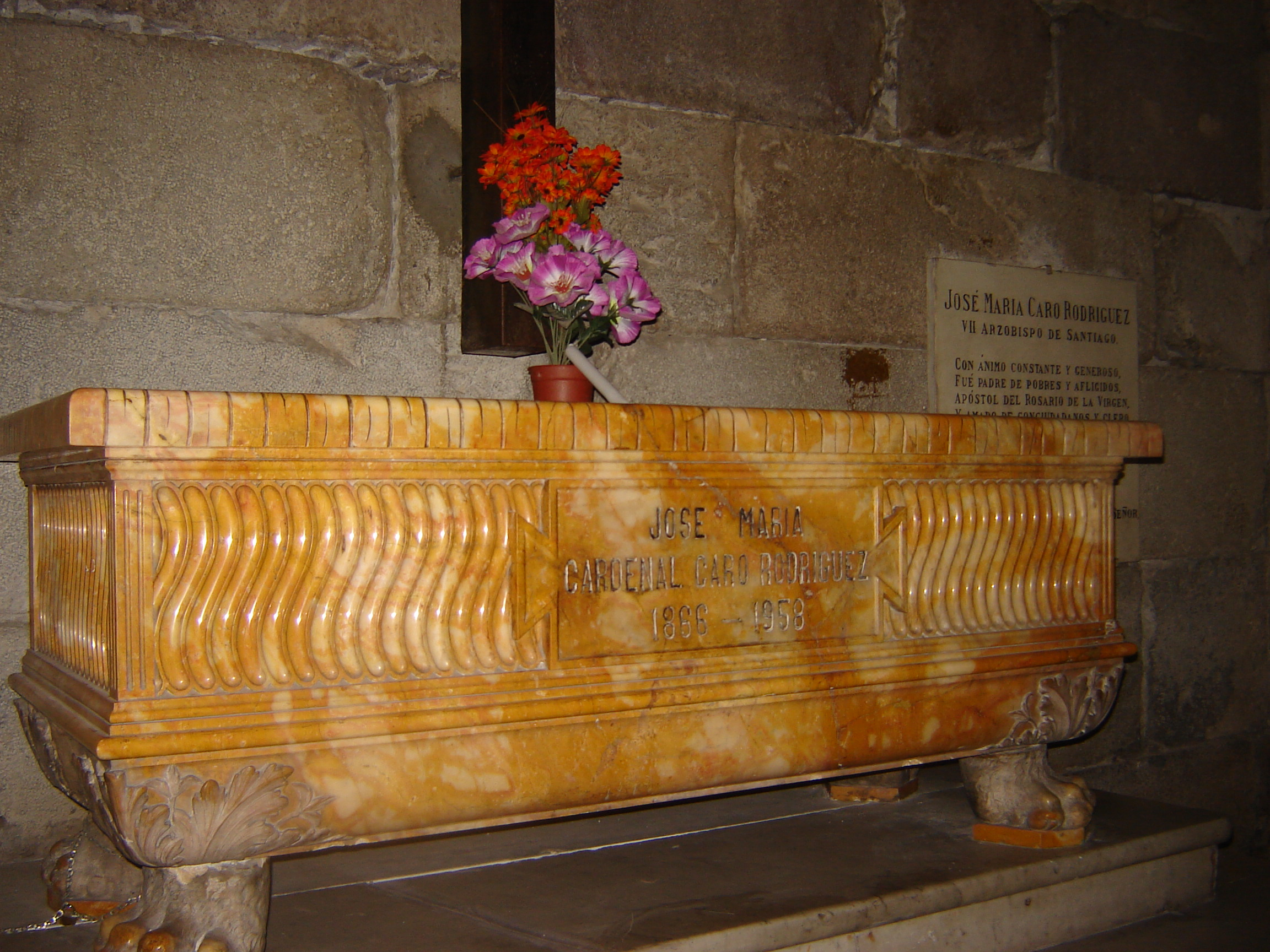
Urna donde descansaban los restos del Cardenal Caro en la nave derecha de la Catedral Metropolitana de Santiago, donada por el Hogar de Cristo, institución que atiende a niños huérfanos.

Años después, el 14 de octubre de 1939 se trasladó a la capital chilena con el fin de tomar posesión de la arquidiócesis de Santiago de Chile, luego de que el papa Pío XII lo nombrara como el VIII arzobispo de Santiago. Ese mismo día, realizó una visita oficial al presidente de la República, Pedro Aguirre Cerda.
En 1941, el presidente Aguirre Cerda falleció durante el mandato, por lo cual Monseñor Caro presidió el funeral de Estado en su honor. Como arzobispo de Santiago, Monseñor Caro fue el principal artífice de la construcción del Templo Votivo de Maipú en homenaje a la Virgen del Carmen.
Monseñor Caro supo ganarse el cariño de los feligreses y, sobre todo, del pueblo de Santiago. Siendo uno de los principales pastores de Chile, supo mantener buenas relaciones con los gobiernos radicales no creyentes que tuvo Chile en aquellos años cuando le correspondió ser jefe de la Iglesia de Santiago. Visitó el Hogar de Cristo, la gran obra de san Alberto Hurtado y cuando este falleció rezó el ángelus.

### Un capelo para monseñor
El 23 de diciembre de 1945, se conoció la noticia de que el papa Pío XII lo había nombrado cardenal para el consistorio de febrero del año siguiente. El arzobispo viajó en pleno invierno europeo. Su salud no lo acompañó y el frío y las inadecuadas condiciones del Colegio Pío Latino Americano para un hombre mayor, le causaron una bronconeumonía que se fue complicando cada vez más.
Sin embargo, su salud inició luego una lenta mejoría que le permitió recibir del santo padre el capelo cardenalicio el 19 de mayo de 1946 y la iglesia Santa María della Scala como titulus, convirtiéndolo de este modo en el primer príncipe chileno de la Iglesia. Algunas versiones, señalan que el presidente de la República, Pedro Aguirre Cerda, meses antes de morir, pidió su nominación como primer cardenal de Chile, lo cual resulta bastante irónico puesto que el presidente Aguirre era masón y Monseñor Caro era reconocido antimasón.
El 24 de octubre de 1950, Pío XII le concedió el título vitalicio y personal de Primado de Chile.

## Últimos años de vida
Antes de morir, el cardenal Caro participó en los funerales del papa Pío XII y, posteriormente, en el cónclave que en octubre de 1958 eligió al cardenal Ángelo Roncalli como el papa Juan XXIII. El 3 de diciembre de 1958, el cardenal Caro cayó gravemente enfermo; el Cabildo Metropolitano en pleno le dio la extremaunción y a las 13:20 del 4 de diciembre, falleció a los 92 años. Las campanas doblaron en señal de duelo y se decretó duelo nacional. Tres días antes, su última actividad pública fue la bendición de la recién inaugurada Iglesia de Nuestra Señora del Carmen de Curacaví.
Sus restos mortales descansaron en una capilla en la nave derecha de la Catedral Metropolitana de Santiago hasta abril del 2006, cuando sus restos fueron sepultados en la Nueva Cripta Arzobispal de la Catedral Metropolitana.
Meses después de su muerte el gobierno emplazó un barrio obrero en el sector norponiente de La Cisterna (hoy Lo Espejo), el cual bautizó como Población José María Caro en su honor.

## Proceso de beatificación
En 1968, la conferencia episcopal de Chile pidió a la Santa Sede el proceso de beatificacìon y canonizacìon del primer cardenal chileno; poco tiempo después, esa solicitud fue aprobada y le designaron a un abogado como vicepostulador de la causa. Sin embargo, el vicepostulador falleció y actualmente el proceso está en detención. En 2008, con motivo de los 50 años desde su muerte la conferencia solicitó la reapertura de la causa que actualmente está en espera.
En el año 2019 se reactivó la causa a cargo del Arzobispado de Santiago. Actualmente es Siervo de Dios.

## Roles en vida
Monseñor Caro participó en el I Concilio Provincial de Chile en 1938 y fue legado papal en el I Concilio Plenario Chileno en 1946. Tuvo numerosas condecoraciones de gobiernos extranjeros. Era conocido por sus opiniones antimasónicas y fue un férreo defensor de los derechos de trabajadores. Sin embargo, en los años 20, siendo vicario, y después como obispo de Iquique, se había enfrentado a los partidos de izquierda que organizaban a los trabajadores en la zona.

## Libros
- Fundamentos de la fe
- Porque creo
- El matrimonio cristiano
- El misterio de la masonería
- La Iglesia y los obreros
- ¡Misterio! descorriendo el velo